# Sara Stenholm
Sara Elisabeth Stenholm Pihl, född 17 augusti 1971 i Täby i Stockholms län, är en svensk journalist och författare. 2004–2007 var hon Sveriges Radios korrespondent i New York. Sedan 2007 är hon programledare och reporter för Godmorgon världen!. 
År 2004 var hon medförfattare till boken Homofamiljer tillsammans med Cecilia Strömberg.

## Biografi
Stenholm föddes i Täby som dotter till Olle Stenholm och sondotter till Uno Stenholm, bägge journalister. Hon växte upp i USA under tiden som fadern var korrespondent i Washington D.C..

### Journalistik
År 2004–2007 var Stenholm Sveriges Radios korrespondent i New York. Hon efterträdde Lena Bejerot på posten.
Hon har även arbetat som reporter på Sveriges Radios redaktioner i Sundsvall och Stockholm samt medverkat i radioprogrammet Efter tre (både som producent och programledare).
Daniel Alling tog 2007 över rollen som SR-korrespondent i New York, samtidigt som Stenholm flyttade hem till Sverige. Där började hon som reporter och programledare på P1-programmet Godmorgon världen, där Lena Bejerot verkar(de) som en av programmets producenter. Inför presidentvalet i USA 2016 var hon programledare för Sveriges Radios poddradiospecial "USA-valpodden". Efter valet bytte den namn till USA-podden och fortsatte med veckovisa sändningar om amerikansk politik.

### Författarskap och familj
År 2004 publicerades hennes och Cecilia Strömbergs Homofamiljer. De var då registrerade partner och boken skildrar hur man kan bilda familj med barn även om man inte är en traditionell kärnfamilj.